# Japandroids
Japandroids fue un dúo de rock canadiense de Vancouver, en British Columbia. El grupo está compuesto por Brian King (guitarra, vocales) y David Prowse (percusiones, vocales), y se formó en 2006. No fue sino hasta 2009 que Japandroids se vuelve prominente después de la salida a la venta de su álbum debut Post-Nothing. Durante los años 2009 y 2010, el grupo se dedicó extensivamente a dar conciertos en diferentes ciudades, lo que les rindió aclamaciones por sus ejecuciones en vivo llenas de energía.
Su segundo álbum, Celebration Rock, salió a la venta en Canadá el 29 de mayo de 2012, e internacionalmente el 5 de junio del mismo año. El tercer álbum de la banda, Near to the Wild Heart of Life (2017), presentó una estética más pulida y fue acompañado de giras más extensas. La banda lanzó su cuarto y último álbum, Fate & Alcohol, en octubre de 2024 después de varios años de inactividad.

## Historia

### Sus primeros años (2006 - 2008)
Japandroids se formó en el 2006 por Brian King (guitarra, vocales) y David Prowse (percusiones, vocales).  Se conocieron en el año 2000 mientras atendían la universidad en Victoria, British Columbia, y después de haber descubierto su interés común en la música, empezaron a frecuentar shows en vivo en Victoria y Vancouver.  En el 2003, Prowse se muda a Vancouver, y se transfiere a la Universidad de Simon Fraser. Ansioso por iniciar su propia banda, King sigue a Prowse a Vancouver después de graduarse en 2005. King y Prowse empiezan a escribir y grabar música en 2006 influenciados por las grabaciones crudas y energéticas de  The Sonics, y con la esperanza de emular el mismo estilo. Su idea original era añadir un tercer miembro como vocalista, pero luego decidieron no hacerlo, y simplemente compartir esa obligación.  El nombre Japandroids viene de la contracción de otros dos nombres que eran candidatos a ser el nombre de la banda: Japanese Scream (Grito japonés) de Prowse, y Pleasure Droids (Androides de placer) de King. Ocasionalmente lo escriben sin vocales, es decir, JPNDRDS.
Como no encontraban mucho soporte para la música en vivo en Vancouver, y tenían problemas entrando a la escena local, King y Prowse armaban ellos mismos sus propios shows. Se inspiraron en los métodos de hagalo-usted-mismo de bandas Fugazi, y ellos mismos seguido agenciaban dónde tocar, rentaban equipo de PA, diseñaban y distribuían publicidad y afiches, y pedían ayuda a sus amigos para ejecutar el espectáculo.
Japandroids toca su primer show en vivo el 30 de diciembre de 2006. Durante los siguientes 2 años, tocarían de forma regular en Vancouver, pero pocas veces fuera por conflictos con la carrera de geólogo de King. Es en este periodo que Japandriods saca dos EPs editados por ellos mismos:  All Lies en el 2007.  y Lullaby Death Jams en el 2008. El tiraje de cada EP fue de 500 copias, y luego serían reeditados como una compilación llamada  No Singles.
En el verano del 2008, Japandroids graba su primer álbum de estudio, Post-Nothing con la intención de sacarlo a la venta ellos mismos en el 2009. Sin embargo, en otoño de 2008, King y Prowse renuncian al proyecto convencidos de que no los llevará a ningún lado. Acuerdan que sus conciertos en  Pop Montreal en Montreal y CMJ Music Marathon en Nueva York serían sus últimas apariciones en vivo. It was also agreed that they would self-release the album early in 2009, but would not promote it. By December 2008, King was already attempting to assemble a new band.

### Post-Nothing(2009 – 2010)
En enero de 2009, Unfamiliar Records, una disquera independiente, firma a Japandroids aún después de la decisión previa de no continuar. Frustrados por el interés de la disquera únicamente una vez disuelto el grupo, King y Prowse acuerdan de mala gana a continuar con Japandroids temporalmente, y comienzan a tocar en vivo otra vez. En marzo de 2009 el sitio web de influencia Pitchfork Media da a la canción "Young Hearts Spark Fire" una designación de mejor nueva pista. Esto lanza a la banda a una audiencia mucho más grande fuera de Canadá. Su álbum debut,  Post-Nothing sale a la venta en Canadá en abril de 2009, originalmente únicamente en vinil. Pitchfork inmediatamente apoya al álbum, otorgándole un premio de Mejor Música Nueva, y celebrando su término crudo, energía abandono sin cuidado. Subsecuentemente, Japandriods fueron firmados por Polyvinyl Record Co. en junio de 2009.
En agosto de 2009 sale a la venta mundialmente Post-Nothing únicamente para ser aclamado por los críticos, especialmente en Canadá donde Exclaim! lo nombra el segundo mejor álbum de 2009. También fue uno de los candidatos para el Polaris Music Prize y para el Premio Juno como mejor álbum alternativo del año. Internacionalmente también fue bien recibido, apareciendo en muchas listas de popularidad de fin de año, incluyendo las de Pitchfork Media (#15), Spin (#16), NME (#39), The A.V. Club (#25), Pop Matters (#35), Stereogum (#21), y llegó al número 22 en la lista Billboard Heatseekers.
Inicialmente, el dúo quería incluir más pistas en su álbum, pero no tenían los fondos necesarios. Muchas de las pistas no incluidas fueron grabadas más tarde y presentadas al mercado en una serie de sencillos de edición limitada de 7 pulgadas. Estas pistas incluyen "Art Czars", "Younger Us", y "Heavenward Grand Prix". Este mismo año, Japandroids combina sus dos previos EPs en una compilación llamada No Singles. La banda ha dicho que tanto la serie de sencillos de 7 pulgadas como la compilación de No Singles fueron diseñados para calmar los reclamos de los fanes, pues no podrían grabar un segundo álbum sino hasta 2011 por su agenda.
Japandroids salió de gira extensiva para promover su álbum, y rápidamente ganaron notoriedad por sus presentaciones llenas de energía. El "Post-Nothing Tour" consistió de 7 segmentos individuales, e incluyó más de 200 shows en más de 20 países. Aunque normalmente no tenían un acto abridor, Japandroids también salió de gira con actos como A Place To Bury Strangers y Health en Europa, y The Walkmen en Norteamérica. El tour se agendó para iniciar el 23 de abril de 2009 en Calgary, Canadá. Después de solo un show, Japandroids se ven forzados a posponer y reagendar el resto del primer segmento del tour por un problema de salud, ya que el 24 de abril King fue ingresado de emergencia al Centro Médico de Foothills en Calgary con una úlcera perforada. Entre las fechas canceladas estaba la del Festival Musical de Sasquatchi. La gira fue reanudada el 13 de junio de 2009 en el festival de música de Vancouver Music Waste. El show final del Post-Nothing Tour tuvo lugar el 27 de octubre de 2010 en Maxwell's, en Hoboken, New Jersey, aunque oficialmente hubo dos shows más en la Taverna Schubas en Chicago el fin de año.

### Celebration Rock(2011-2013)
Después de tomarse la mayoría del 2011 para trabajar en su nuevo material, Japandroids reveló que harían un tour de Norteamérica con Bass Drum of Death durante agosto y septiembre, tocando principalmente en escenarios pequeños e íntimos para poder probar su música antes de grabarla. Durante estos shows, la banda debutó varias canciones nuevas, incluyendo "Fire's Highway," "Adrenaline Nightshift," y "Evil's Sway." La banda anuncia el 26 de marzo de 2012 la salida de su segundo álbum, Celebration Rock, por Polyvinyl Record Co. el 29 de mayo de 2012 en Canadá y el 5 de junio de 2012 en el resto del mundo. El álbum fue del agrado de los críticos, como lo demuestran las designaciones de Mejor Nueva Música de Pitchfork y 9 de 10 de Spin. Una edición limitada de 7 pulgadas del primer sencillo del álbum, "The House That Heaven Built," salió a la venta el 15 de mayo de 2012. Una edición limitada en casete salió a la venta por Joyful Noise Recordings.

### Near to the Wild Heart of Life(2016–2020)
El 31 de octubre de 2016, Japandroids anunció su tercer álbum Near to the Wild Heart of Life a través de un video teaser con imágenes en vivo de sus programas de regreso en Vancouver. El 2 de noviembre de 2016, se confirmó que el álbum sería lanzado por ANTI- el 27 de enero de 2017, y precedido por un siete pulgadas de edición limitada de la canción principal del álbum. Cuando se les preguntó sobre la motivación detrás de cambiar de etiqueta, King declaró: “Simplemente se sentía como algo muy natural para hacer, y en un momento muy natural. Celebration Rock y el Celebration Rock Tour se sintieron como un final triunfal para la primera era de la banda, una era con la que siempre asociaré con Polyvinyl. Pero a partir de 2014, creo que Dave y yo sentimos que ya no ‘continuaba’ algo sino que comenzaba algo nuevo, y queríamos un nuevo sello para representar lo que fuera." Según Prowse, ANTI- llamaron su atención después de un encuentro casual con uno de los miembros de su personal en un bar en Nueva Orleans.

### Fate & Alcoholy ruptura (2021–2024)
En noviembre de 2021, se anunció que Japandroids se presentaría Celebration Rock en su totalidad en Festival Shaky Knees 2022 en Atlanta, Georgia para celebrar su décimo aniversario. La actuación fue finalmente cancelada, sin más espectáculos anunciados. En cuanto a la cancelación, Prowse señaló: "Al principio, [Brian] era como, ‘no estoy seguro sobre esta gira, seguimos en medio de la creación de este disco. Y luego esa conversación evolucionó rápidamente hasta, ‘no estoy seguro si quiero volver a hacer una gira de nuevo"
El 17 de julio de 2024, Japandroids anunció su cuarto y último disco Fate & Alcohol, que fue lanzado el 18 de octubre de 2024 por ANTI-, con King optando por terminar la banda para centrarse su sobriedad y vida familiar. El álbum fue precedido por los singles, "Chicago", "D&T" y "All Bets Are Off". El día del lanzamiento del álbum, Prowse publicó una carta de agradecimiento a los fanáticos de la banda, confirmando la disolución de la banda: "Brian y yo hemos decidido disolver la banda con el lanzamiento de nuestro álbum final Fate & Alcohol, que oficialmente está disponible hoy. No habrá espectáculos de despedida ni una gira final. Estamos muy orgullosos de este álbum y sabíamos que teníamos que terminarlo antes de que pudiéramos despedirnos de la banda e ir por caminos separados. Esperamos que les guste."

## Presentaciones en televisión
| - 4 de enero de 2010 – tocaron "Wet Hair" en el show Late Night with Jimmy Fallon. - 16 de junio de 2010 – tocaron las canciones "Younger Us", "Art Czars", y "Young Hearts Spark Fire" en MTV Live. - 30 de septiembre de 2010 – tocaron la canción "Young Hearts Spark Fire" en el show Last Call with Carson Daly. - 16 de noviembre de 2010 – tocaron la canción "Art Czars" en el show Last Call with Carson Daly. - 8 de junio de 2012 – tocaron las canciones "Fire's Highway" y "The House That Heaven Built" en el show Late Night with Jimmy Fallon. |

## Discografía

### Álbumes de estudio
- Post-Nothing (2009)
- Celebration Rock (2012)
- Near to the Wild Heart of Life (2017)
- Fate & Alcohol (2024)

### Álbumes en vivo
- Massey Fucking Hall (2020)

### Álbumes compilatorios
- No Singles (2010)